# 古谷真一郎
古谷 真一郎（ふるや　しんいちろう、1968年8月22日 - ）は実業家、GARNI創業者。公益社団法人東京青年会議所第55代理事長。元公益社団法人日本青年会議所常任理事。元特定非営利活動法人スフィーダ世田谷理事長。元ボーイスカウト世田谷地区 地区コミッショナー。

## 主な経歴
- 1990年　創業するも数年で廃業。
- 1997年　GARNI[1]を設立、代表取締役社長就任
- 2003年　江戸開府４００年事業推進協議会 幹事
- 2004年　公益社団法人東京青年会議所第55代理事長就任[3] 。歴代最年少就任。初の創業者理事長となる。
- 2004年　文化庁 国民文化祭 実行委員会 委員
- 2005年　公益社団法人日本青年会議所 常任理事。
- 2014年　公益社団法人全国法人会総連合青年部会連絡協議会 会務担当副会長就任。
- 2016年　特定非営利活動法人スフィーダ世田谷 理事長就任。[4]
- 2018年　東京商工会議所世田谷支部[5]青年部設立。初代幹事長就任。
- 2019年　特定非営利活動法人まひろ 理事長就任。
- 2018年　せたがや産業フェスタ[6] 実行委員長就任。
- 2020年　世田谷区産業振興基本条例検討会議[7] 委員就任。
- 2022年　日本ボーイスカウト東京連盟 　理事（世田谷地区委員長）就任。
- 2023年　世田谷区地域経済の持続可能な発展を目指す会議 委員就任。
- 2024年　日本ボーイスカウト東京連盟　副理事長就任。

## 著作
- 『人を集める技術』アチーブメント出版、2018年7月、190頁。ISBN 978-4-86643-029-4。
- 『大震災における災害支援と今後の課題』2020年3月、p.83-101頁。国立国会図書館書誌ID:030378688。
- 『人間力とは何か』2021年3月、p.27-44頁。国立国会図書館書誌ID:031376175。